# CSS Albemarle

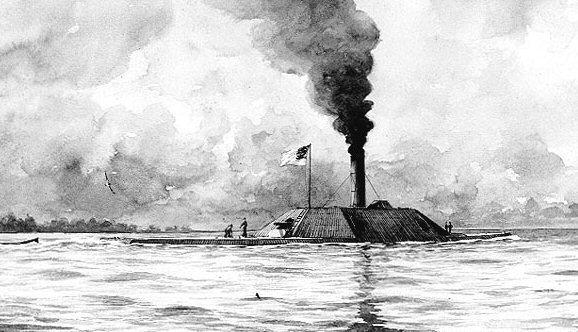
CSS Albemarle

De CSS Albemarle was een ironclad of pantserschip van de marine van de Geconfedereerde Staten van Amerika tijdens de Amerikaanse Burgeroorlog.
De bouw van de CSS Albemarle vond plaats in een korenveld in Edwards Ferry in de staat North Carolina in 1863. Het schip was 152 voet lang en werd voortgedreven door twee motoren van 220 pk. Zijn bewapening bestond uit twee kanonnen en een stalen ram. De Albemarle speelde een cruciale rol bij de verovering van Plymouth in North Carolina op 17-20 april 1864 door een vijandelijk schip tot zinken te brengen en enkele andere op de vlucht te jagen. Op 27 oktober 1864 werd de Albemarle door een vijandelijke torpedo tot zinken gebracht op de Roanoke-rivier (een rivier in de staten Virginia en North Carolina). Vier dagen later viel Plymouth weer in noordelijke handen.